# Johann Jakob Dusch
Johann Jakob Dusch (Celle, 1725. február 12. – Altona, 1787. december 18.) német költő, író.

## Élete
Altonában 1767-től az angol és német nyelv, 1771-től a filozófia és matézis tanára volt. Tanító költeményei: Die Wissenschaften (1752) és Der Tempel der Liebe (1758) költőietlenek és szárazok. Komikus époszban: Das Toppé (1751) és Der Schosshund (1756) Pope-ot utánozza, akinek műveit németre fordította (1758-63, 5 kötet). Prózai művei közül legnagyobb tetszésben részesültek: Moralische Briefe zur Bildung der Herzens (1759. 2. kiad. 1772, 2 kötet), melyek francia, holland, dán és magyar nyelvre (Báróczi Sándortól, 1814) is lefordíttattak, és: Briefe zur Bildung des Geschmacks (1764-73, 2. kiad. 11773-79, 6 kötet). Schilderungen aus dem Reiche der Natur und Sittenlehre (1757-60, 4 kötet) című művét részben magyarra fordította Ivánkai Vitéz Imre: A tiszta és nemes szeretet ereje (Kassán, 1789). Levélalakban írt regényei: Geschichte Karl Ferdiners (1776-80, 2 kötet) és Die Pupille (1798). "Középszerű költő, rossz fordító, lapos író" – így jellemezte őt már Lessing.

## Magyarul
- Erköltsi levelek; ford. Bárótzi Sándor; Trattner Ny., Bécs, 1775
- A tiszta és nemes szeretet ereje; ford. Ivánkay Vitéz Imre; Ellinger Ny., Kassa, 1789
- Orestes és Hermione. Görög történet; Landerer Ny., Kassa, 1801
  - (A tiszta és nemes szeretet ereje címen is)
- Jean-François Marmontel: Erköltsi mesék, mellyeket frantziából fordított Barótzi Sándor / Erkölcsi levelek. Dusch után; ford. Baróczi Sándor; Trattner, Pest, 1814